# Euphorbia characias
Euphorbia characias är en törelväxtart som beskrevs av Carl von Linné. Euphorbia characias ingår i släktet törlar, och familjen törelväxter.

## Underarter
Arten delas in i följande underarter:
- E. c. characias
- E. c. wulfenii

## Bildgalleri

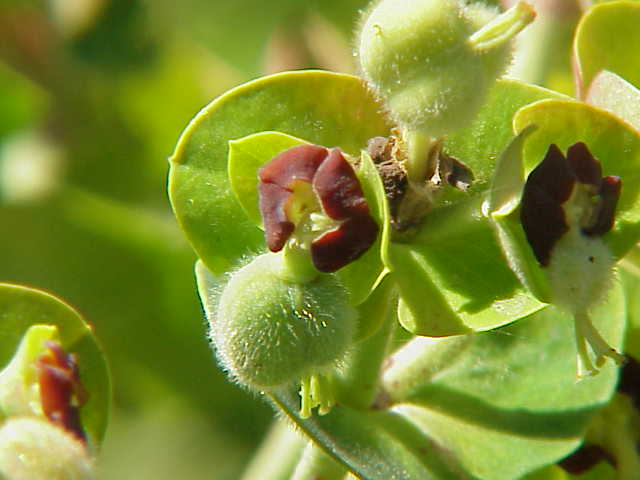
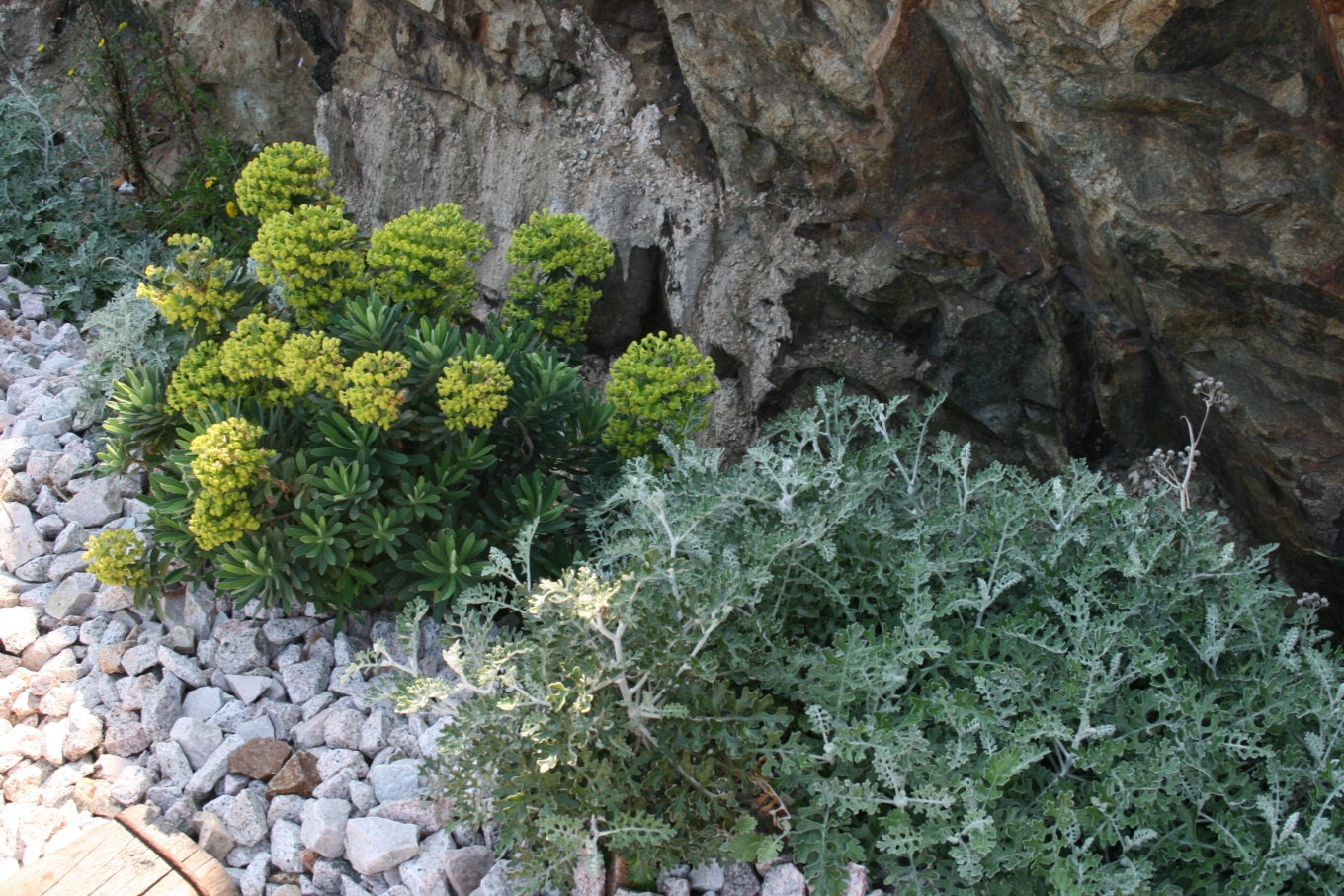
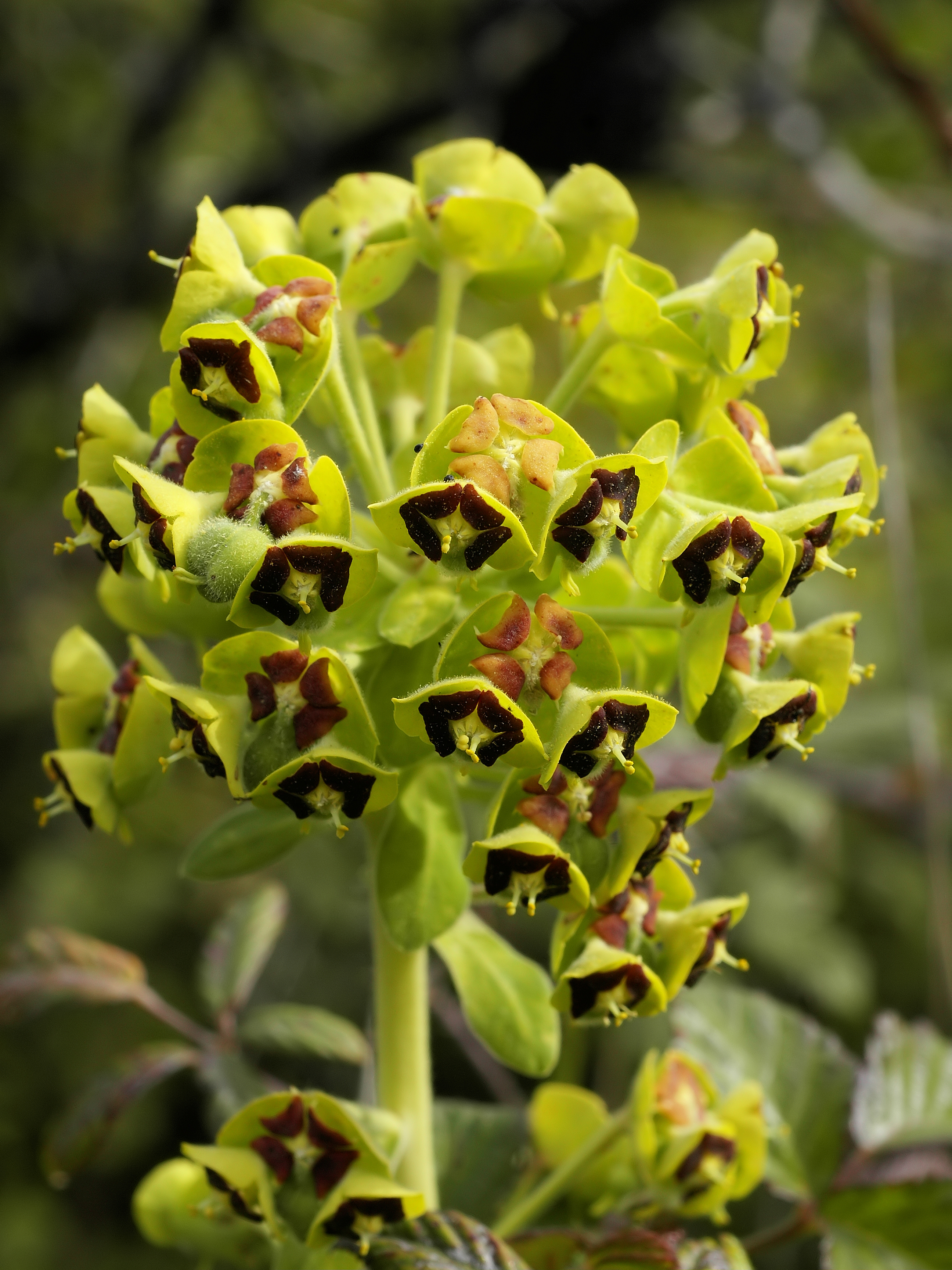
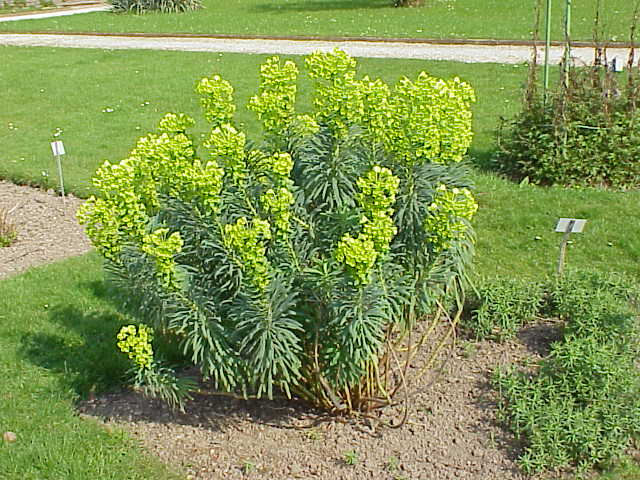
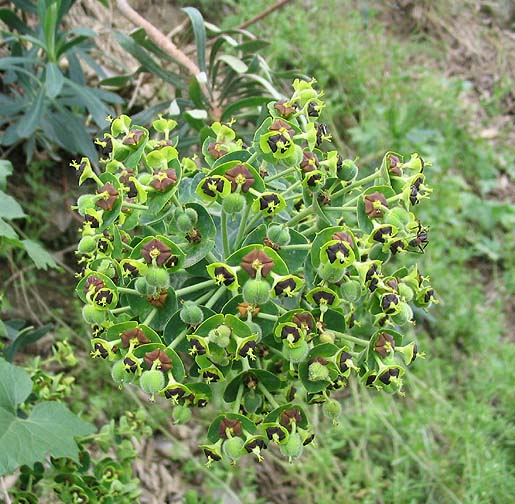
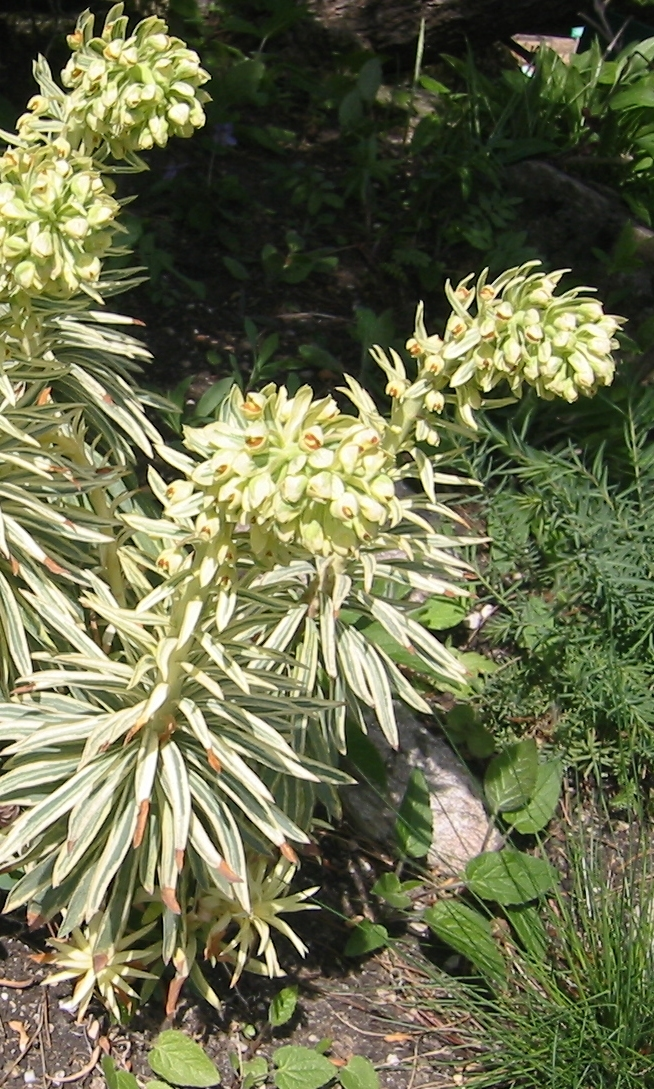